# Comuna de Iłowo-Osada
Iłowo-Osada (polaco: Gmina Iłowo-Osada) é uma gminy (comuna) na Polónia, na voivodia de Vármia-Masúria e no condado de Działdowski.
De acordo com os censos de 2006, a comuna tem 7408 habitantes, com uma densidade 71,37 hab/km².

## Área
Estende-se por uma área de 103,8 km², incluindo:
- área agrícola: 59%
- área florestal: 34%

## Demografia
Dados de 30 de Junho 2004:
|                      | Total   | Total | Mulheres | Mulheres | Homens  | Homens |
| -------------------- | ------- | ----- | -------- | -------- | ------- | ------ |
|                      | pessoas | %     | pessoas  | %        | pessoas | %      |
| População            | 7226    | 100   | 3753     | 51,9     | 3473    | 48,1   |
| Densidade (pop./km²) | 63,3    | 100   | 32,9     | 32,9     | 30,4    | 30,4   |

De acordo com dados de 2002, o rendimento médio per capita ascendia a 1377,63 zł.

## Subdivisões
1. Sołectwo Białuty,
2. Sołectwo Brodowo,
3. Sołectwo Dźwierznia,
4. Sołectwo Gajówki,
5. Sołectwo Iłowo-Osada,
6. Sołectwo Iłowo-Wieś,
7. Sołectwo Janowo,
8. Sołectwo Kraszewo,
9. Sołectwo Mansfeldy,
10. Sołectwo Mławka,
11. Sołectwo Narzym,
12. Sołectwo Pruski,
13. Sołectwo Purgałki,
14. Sołectwo Sochy,
15. Sołectwo Wierzbowo.

Do 1 de Janeiro 2004 w obrębie gminy znajdowały się również sołectwa Krajewo oraz Piekiełko, będące obecnie częścią Mławy.

## Comunas vizinhas
- Voivodia da Vármia-Masúria:
Działdowo • Janowiec Kościelny • Kozłowo,
- Voivodia da Mazóvia:
Lipowiec Kościelny • Mława • Wieczfnia Kościelna